# Bernhard Joseph Baer
Bernhard Joseph Baer, Rufname Bernhard, (* 31. Januar 1799 in Bockenheim; † 15. Dezember 1864 in Frankfurt am Main) war ein deutscher Antiquar und Buchhändler. 
Bernhard Baer war der Sohn des Antiquars Joseph Baer (1767–1851), 1824 übernahm er als Prokurist mit seinen Brüdern Leopold Joseph (1805–1861) und Hermann Joseph (1811–1881) dessen Firma. Er wurde 1834 Frankfurter Bürger und konnte damit offiziell am 23. April 1834 die Firma „Joseph Baer – Handlung und Spedition, verbunden mit antiquarischem Bücherlager“ eintragen lassen. Aus dieser entstand 1836 die Firma „Joseph Baer, Antiquariat, Buch- und Kunsthandlung“, in der seine Brüder Leopold Joseph und Hermann Joseph Prokuristen wurden. Im Jahr 1841 übernahm sein Bruder Leopold Joseph die Geschäftsleitung der Firma und baute sie weiter als Joseph Baer & Co. aus.